# Epiphi
Dans l'Égypte antique, Epiphi (grec : Ἐπιφί ; copte : Ⲉⲡⲓⲡ et Abib ; arabe : أبيب), est le onzième mois du calendrier nilotique (basé sur la crue du Nil). C'est le troisième mois de la saison Chémou (récolte) dans l'Égypte antique, où les Égyptiens récoltent leurs cultures dans tout le pays.
Il dure entre le 8 juillet et le 6 août du calendrier grégorien.